# Melka Wakena

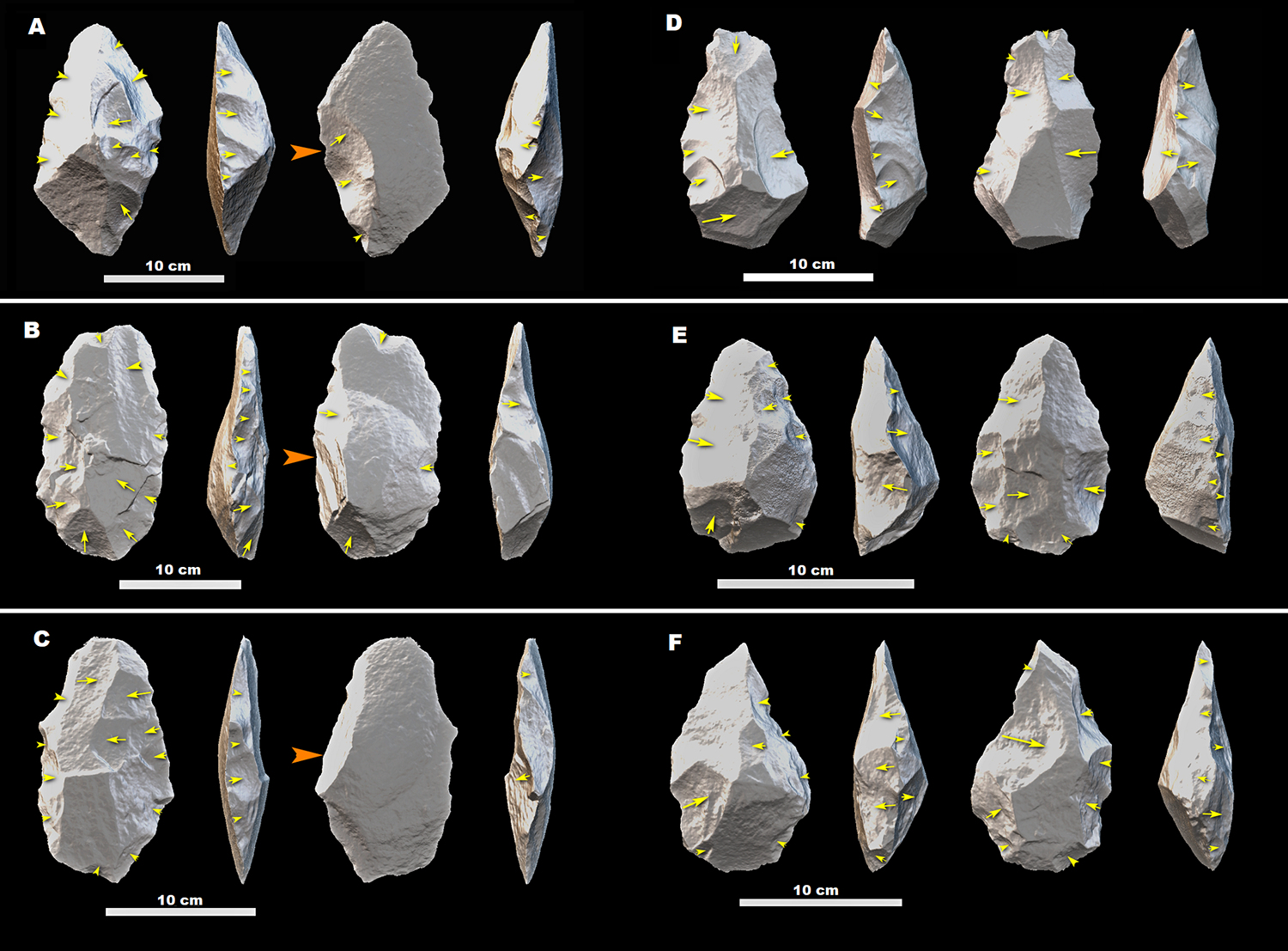
Faustkeile aus glasigem Ignimbrit aus der Fundstelle MW2. (A), (B) und (C) wurden aus seitlich abgeschlagenen Rohlingen hergestellt (siehe Richtung der Pfeile), die Rohlinge von (D), (E) und (F) sind unbestimmt. Orangefarbene Pfeile zeigen die Richtung des Abschlagens an, während gelbe Pfeile die Richtung des Abtragens während der Formgebungsphasen anzeigen.

Melka Wakena ist die Bezeichnung für eine Gruppe von archäologischen Fundstellen im südöstlichen Hochland von Äthiopien in einer Höhe von rund 2300 Metern. Geborgen wurden hier insbesondere Steinwerkzeuge aus der Altsteinzeit, die der Kultur des Acheuléen zugeschrieben werden, zwischen 1,6 und 0,7 Millionen Jahre alt sind und von Homo erectus hergestellt wurden.
Die Fundstellen von Melka Wakena (MW) liegen am östlichen Rand des Äthiopischen Grabens im Überflutungsbereich des Wabe, eines Zuflusses zum Oberlauf des Shabelle. Erste Erkundungen der Oberfläche fanden durch das Melka Wakena Paleoanthropological Project (MWPP) 2013 und 2014 statt, nachdem während des kommerziellen Abbaus von Sand am Westufer des Wabe fossile Knochen von Hornträgern zutage getreten waren. Daraufhin wurden zwischen 2015 und 2017 intensivere Sondierungen veranlasst, entlang einer Strecke von rund zwei Kilometern insgesamt zehn potentielle Fundstellen dokumentiert und die Fundstellen MW1, MW2 und MW5 genauer erforscht.
Die Datierung der zahlreich entdeckten, 1,6 bis 1,3 Millionen Jahre alten Steinwerkzeuge aus der Fundstelle MW2 gehört einer 2022 publizierten Studie zufolge zu den ältesten Belegen für die Anwesenheit von Vertretern der Gattung Homo im Hochland von Äthiopien.

## Belege
1. ↑   Erella Hovers et al.: The expansion of the Acheulian to the Southeastern Ethiopian Highlands: Insights from the new early Pleistocene site-complex of Melka Wakena. In: Quaternary Science Reviews. Band 253, 2021, 106763, doi:10.1016/j.quascirev.2020.106763.
2. ↑   Tegenu Gossa und Erella Hovers: Continuity and change in lithic techno-economy of the early Acheulian on the Ethiopian highland: A case study from locality MW2; the Melka Wakena site-complex. In: PLoS ONE. Band 17, Nr. 12, 2022, e0277029, doi:10.1371/journal.pone.0277029.

Koordinaten: 7° 5′ 30″ N, 39° 16′ 10″ O